# Pierre Ruby
Pierre Ruby (Bron, 20 de septiembre de 1932-26 de mayo de 2023) fue un ciclista francés, que fue profesional desde el 1955 hasta el 1964.

## Palmarés
- 1955
  - 1º en Prévange
- 1958
  - 1º en Périgueux
- 1960
  - 1º en Decize
- 1961
  - 1º en el Tour de Corrèze
- 1962
  - 1º en el Circuito de la Vienne

### Resultados al Tour de Francia
- 1955. 62è de la Clasificación general
- 1957. 41è de la Clasificación general
- 1960. 53è de la Clasificación general
- 1961. Fuera de tiempo (2a etapa)
- 1962. Fuera de tiempo (12a etapa)

### Resultados a la Vuelta en España
- 1959. Abandona